# Чемпіонат Англії з футболу 2010—2011: Прем'єр-ліга
Англійська прем'єр-ліга 2010—2011 (англ. Barclays Premier League) — 19-ий сезон англійської Прем'єр-ліги, заснованої 1992 року. Календар сезону був оприлюднений 17 червня 2010 року. Сезон розпочався 14 серпня 2010, і завершився 22 травня 2011 року. Лондонський клуб «Челсі» розпочинав сезон як чинний чемпіон країни.
Переможцем Прем'єр-ліги сезону 2010—2011 став «Манчестер Юнайтед», який 14 травня 2011 року став недосяжним для конкурентів після нічиєї з рахунком 1–1 у виїзному матчі проти «Блекберн Роверз».
Манкуніанці здобули свій 19-й титул чемпіонів країни, ставши одноосібним найтитулованішим клубом країни. «Манчестер Юнайтед», «Челсі», «Манчестер Сіті» та «Арсенал» здобули право участі у розіграші Ліги чемпіонів наступного сезону, а «Тоттенгем Готспур» став командою, що за результатами виступів у чемпіонаті стала учасником розіграшу Ліги Європи. Унизу турнірної таблиці «Вест Гем Юнайтед», «Блекпул» та «Бірмінгем Сіті» не зберегли прописку в елітному дивізіоні англійського футболу та вибули до Чемпіонату Футбольної ліги.

## Зміни регламенту
З цього сезону Прем'єр-ліга запровадила обмеження на кількість гравців, що могли бути включені до заявки команди для участі у матчах сезону. На момент закриття літнього трансферного вікна кожний клуб ліги мав надати список з максимум 25 гравців, яких мав право задіяти в іграх до відкриття зимового трансферного вікна. Взимку подавалася аналогічна заявка для участі у другій частині чемпіонату. Гравці віком до 21 року мали право виступів за клуб Прем'єр-ліги без необхідності включення до цієї заявки.
Іншим нововведенням сезону 2010—2011 стало правило вітчизняних вихованців (англ. home grown players), відповідно до якого з 25 гравців, що потрапляють до заявки клубу Прем'єр-ліги, мінімум 8 мають бути вітчизняними вихованцями, тобто провести щонайменше три роки на молодіжному рівні (між 16-м до 21-м днем народження) в одному або декількох футбольних клубах на території Англії або Уельсу. Ця ініціатива була покликана стимулювати розвиток юнацького та молодіжного футболу Англії в умовах, коли місцеві елітні клуби мають величезні трансферні бюджети та можуть собі дозволити сформувати команду повністю з досвідчених закордонних виконавців.
Усі клуби-учасники сезону Прем'єр-ліги подали заявки з 25 гравців до встановленого терміну 1 вересня 2010 року.

## Команди-учасниці
У змаганнях Прем'єр-ліги сезону 2010—2011 взяли участь 20 команд, включаючи 17 команд-учасниць попереднього сезону та три команди, що підвищилися у класі з Чемпіонату Футбольної ліги.
«Халл Сіті», «Бернлі» та «Портсмут», що зайняли останні три місця у розіграші Прем'єр-ліги попереднього сезону вибули до Чемпіонату Футбольної ліги. При цьому «Портсмут» втратив місце в елітному дивізіоні англійського футболу вперше за сім років.
Переможці сезону у другому за силою англійському дивізіоні «Ньюкасл Юнайтед» та їх найближчий переслідувач «Вест-Бромвіч Альбіон» напряму отримали право виступів у Прем'єр-лізі цього сезону, обидва клуби повернулися до еліти після однорічної перерви. Третьою командою, що пробилася до Прем'єр-ліги 2010—2011 став «Блекпул», який змагався за це право у матчі плей-оф проти валійського «Кардіф Сіті» та здобув перемогу з рахунком 3:2. Для «Блекпула» ця участь у змаганнях найвищого за рівнем дивізіону Англії стала першою за 39 років.
Вперше з сезону 1983—1984 у найвищому англійському футбольному дивізіоні були представлені усі чотири головні команди регіону Західний Мідленд — «Астон Вілла», «Бірмінгем Сіті», «Вест-Бромвіч Альбіон» та «Вулвергемптон Вондерерз». При цьому дві останні команді, що є суперниками по т. зв. Блек-Кантрі дербі, взагалі вперше у своїй історії одночасно потрапили до Прем'єр-ліги.
Оскільки на заміну вибулих «Халл Сіті» та «Портсмут» до Прем'єр-ліги пробилися команди з інших регіонів Англії, сезон 2010—2011 відзначався досить вузькою географією команд-учасниць — у Прем'єр-лізі змагалися представники лише чотирьох з дев'яти регіонів країни — регіони Йоркшир і Гамбер, Східний Мідленд, Східна Англія, Південно-Східна Англія та Південно-Західна Англія свого представництва в елітному дивізіоні англійського футболу цього сезону не мали. 

### Стадіони та розміщення
| Команда                   | Стадіон           | Місткість1 |
| ------------------------- | ----------------- | ---------- |
| «Арсенал»                 | Емірейтс          | 60 361     |
| «Астон Вілла»             | Вілла Парк        | 42 789     |
| «Бірмінгем Сіті»          | Сент-Ендрюс       | 30 079     |
| «Блекберн Роверз»         | Івуд Парк         | 31 367     |
| «Блекпул»                 | Блумфілд Роуд     | 16 220     |
| «Болтон Вондерерз»        | Рібок             | 28 723     |
| «Челсі»                   | Стемфорд Брідж    | 42 449     |
| «Евертон»                 | Ґудісон-Парк      | 40 157     |
| «Фулгем»                  | Крейвен Коттедж   | 25 700     |
| «Ліверпуль»               | Енфілд            | 45 276     |
| «Манчестер Сіті»          | Сіті оф Манчестер | 47 405     |
| «Манчестер Юнайтед»       | Олд Траффорд      | 75 797     |
| «Ньюкасл Юнайтед»         | Сент-Джеймс Парк  | 52 409     |
| «Сток Сіті»               | Британія          | 27 740     |
| «Сандерленд»              | Стедіум оф Лайт   | 49 000     |
| «Тоттенхем Хотспур»       | Вайт Харт Лейн    | 36 230     |
| «Вест-Бромвіч Альбіон»    | Хоторнс           | 26 484     |
| «Вест Хем Юнайтед»        | Болейн Граунд     | 35 303     |
| «Віган Атлетік»           | Ді-Дабл-Ю         | 25 133     |
| «Вулвергемптон Вондерерз» | Молінью           | 29 195     |

- 1 Місткість стадіонів наведена на початок сезону 2010–11[16]

### Зміни тренерів
| Команда                | Старий тренер     | Причина уходу        | Дата уходу     | Турнірна позиція  | Новий тренер      | Дата призначення |
| ---------------------- | ----------------- | -------------------- | -------------- | ----------------- | ----------------- | ---------------- |
| «Вест Гем Юнайтед»     | Джанфранко Дзола  | Завершення контракту | 11 травня 2010 | До початку сезону | Аврам Грант       | 3 червня 2010    |
| «Ліверпуль»            | Рафаель Бенітес   | За взаємною згодою   | 3 червня 2010  | До початку сезону | Рой Годжсон       | 1 липня 2010     |
| «Фулхем»               | Рой Годжсон       | Очолив «Ліверпуль»   | 1 липня 2010   | До початку сезону | Марк Гьюз         | 29 липня 2010    |
| «Астон Вілла»          | Мартін О'Ніл      | Пішов у відставку    | 9 серпня 2010  | До початку сезону | Жерар Ульє        | 8 вересня 2010   |
| «Ньюкасл Юнайтед»      | Кріс Гьютон       | Звільнений           | 6 грудня 2010  | 11-е              | Алан Пардью       | 9 грудня 2010    |
| «Блекберн Роверз»      | Сем Еллардайс     | Звільнений           | 13 грудня 2010 | 13-е              | Стів Кін          | 22 грудня 2010   |
| «Ліверпуль»            | Рой Годжсон       | Звільнений           | 8 січня 2011   | 12-е              | Кенні Далгліш     | 8 січня 2011     |
| «Вест-Бромвіч Альбіон» | Роберто Ді Маттео | Звільнений           | 6 лютого 2011  | 16-е              | Рой Годжсон       | 11 лютого 2011   |
| «Вест Хем Юнайтед»     | Аврам Грант       | Звільнений           | 15 травня 2011 | 20-е              | Кевін Кін (в. о.) | 15 травня 2011   |

## Турнірна таблиця
| М  | Команда                 | І  | В  | Н  | П  | МЗ | МП | РМ  | О  | Кваліфікація або пониження в класі                    |
| -- | ----------------------- | -- | -- | -- | -- | -- | -- | --- | -- | ----------------------------------------------------- |
| 1  | Манчестер Юнайтед (Ч)   | 38 | 23 | 11 | 4  | 78 | 37 | +41 | 80 | Груповий раунд Ліги чемпіонів УЄФА 2011–2012          |
| 2  | Челсі                   | 38 | 21 | 8  | 9  | 69 | 33 | +36 | 71 | Груповий раунд Ліги чемпіонів УЄФА 2011–2012          |
| 3  | Манчестер Сіті          | 38 | 21 | 8  | 9  | 60 | 33 | +27 | 71 | Груповий раунд Ліги чемпіонів УЄФА 2011–2012          |
| 4  | Арсенал                 | 38 | 19 | 11 | 8  | 72 | 43 | +29 | 68 | Плей-оф раунд Ліги чемпіонів УЄФА 2011–2012           |
| 5  | Тоттенгем Готспур       | 38 | 16 | 14 | 8  | 55 | 46 | +9  | 62 | Плей-оф раунд Ліги Європи УЄФА 2011–2012              |
| 6  | Ліверпуль               | 38 | 17 | 7  | 14 | 59 | 44 | +15 | 58 |                                                       |
| 7  | Евертон                 | 38 | 13 | 15 | 10 | 51 | 45 | +6  | 54 |                                                       |
| 8  | Фулгем                  | 38 | 11 | 16 | 11 | 49 | 43 | +6  | 49 | 1-й кваліфікаційний раунд Ліги Європи УЄФА 2011–20121 |
| 9  | Астон Вілла             | 38 | 12 | 12 | 14 | 48 | 59 | −11 | 48 |                                                       |
| 10 | Сандерленд              | 38 | 12 | 11 | 15 | 45 | 56 | −11 | 47 |                                                       |
| 11 | Вест-Бромвіч Альбіон    | 38 | 12 | 11 | 15 | 56 | 71 | −15 | 47 |                                                       |
| 12 | Ньюкасл Юнайтед         | 38 | 11 | 13 | 14 | 56 | 57 | −1  | 46 |                                                       |
| 13 | Сток Сіті               | 38 | 13 | 7  | 18 | 46 | 48 | −2  | 46 | 3-й кваліфікаційний раунд Ліги Європи УЄФА 2011–20122 |
| 14 | Болтон Вондерерз        | 38 | 12 | 10 | 16 | 52 | 56 | −4  | 46 |                                                       |
| 15 | Блекберн Роверз         | 38 | 11 | 10 | 17 | 46 | 59 | −13 | 43 |                                                       |
| 16 | Віган Атлетік           | 38 | 9  | 15 | 14 | 40 | 61 | −21 | 42 |                                                       |
| 17 | Вулвергемптон Вондерерз | 38 | 11 | 7  | 20 | 46 | 66 | −20 | 40 |                                                       |
| 18 | Бірмінгем Сіті (В)      | 38 | 8  | 15 | 15 | 37 | 58 | –21 | 39 | Плей-оф раунд Ліги Європи УЄФА 2011–20123             |
| 18 | Бірмінгем Сіті (В)      | 38 | 8  | 15 | 15 | 37 | 58 | –21 | 39 | Пониження до Чемпіонату Футбольної ліги               |
| 19 | Блекпул (Пн)            | 38 | 10 | 9  | 19 | 55 | 78 | −23 | 39 | Пониження до Чемпіонату Футбольної ліги               |
| 20 | Вест Гем Юнайтед (Пн)   | 38 | 7  | 12 | 19 | 43 | 70 | −27 | 33 | Пониження до Чемпіонату Футбольної ліги               |

Джерела: Barclays Premier League
Правила класифікації: 
1) очок; 2) різниця м'ячів; 3) кіл-ть забитих м'ячів.
1 «Фулхем» отримав путівку до 1-го кваліфікаційного раунду Ліги Європи УЄФА 2011–2012 як команда з найвищим рейтингом Fair Play серед команд Прем'єр-ліги, що не пробилися до єврокубків наступного сезону.
2 «Сток Сіті» отримав путівку до 3-го кваліфікаційного раунду Ліги Європи УЄФА 2011–2012 як фіналіст розіграшу Кубка Англії, що поступився у фіналі клубу, який вийшов до Ліги чемпіонів («Манчестер Сіті»).
3 «Бірмінгем Сіті» отримав путівку до раунду плей-оф Ліги Європи УЄФА 2011–2012 як переможець Кубка Футбольної Ліги
(Ч) = Чемпіон; (Пн)/(В) = Понижено в класі/Вибув; (Пв) = Підвищення в класі; (ПП) = Переможець плей-оф; (Н) = Перехід до наступного раунду. 
Застосовується тільки коли сезон ще не закінчений: 
(К) = Кваліфікований до раунду турніру; (КН) = Кваліфікований до турніру, але не до конкретного раунду; (Д) = Дискваліфікований з турніру.

## Результати
| Вдома \ В гостях1       | АРС | АСТ | БІР | БЛБ | БЛП | БОЛ | ЧЕЛ | ЕВЕ | ФУЛ | ЛІВ | МС  | МЮ  | НЬЮ | СТО | САН | ТОТ | ВБА | ВГЮ | ВІГ | ВУЛ |
| Арсенал                 |     | 1–2 | 2–1 | 0–0 | 6–0 | 4–1 | 3–1 | 2–1 | 2–1 | 1–1 | 0–0 | 1–0 | 0–1 | 1–0 | 0–0 | 2–3 | 2–3 | 1–0 | 3–0 | 2–0 |
| Астон Вілла             | 2–4 |     | 0–0 | 4–1 | 3–2 | 1–1 | 0–0 | 1–0 | 2–2 | 1–0 | 1–0 | 2–2 | 1–0 | 1–1 | 0–1 | 1–2 | 2–1 | 3–0 | 1–1 | 0–1 |
| Бірмінгем Сіті          | 0–3 | 1–1 |     | 2–1 | 2–0 | 2–1 | 1–0 | 0–2 | 0–2 | 0–0 | 2–2 | 1–1 | 0–2 | 1–0 | 2–0 | 1–1 | 1–3 | 2–2 | 0–0 | 1–1 |
| Блекберн Роверз         | 1–2 | 2–0 | 1–1 |     | 2–2 | 1–0 | 1–2 | 1–0 | 1–1 | 3–1 | 0–1 | 1–1 | 0–0 | 0–2 | 0–0 | 0–1 | 2–0 | 1–1 | 2–1 | 3–0 |
| Блекпул                 | 1–3 | 1–1 | 1–2 | 1–2 |     | 4–3 | 1–3 | 2–2 | 2–2 | 2–1 | 2–3 | 2–3 | 1–1 | 0–0 | 1–2 | 3–1 | 2–1 | 1–3 | 1–3 | 2–1 |
| Болтон Вондерерз        | 2–1 | 3–2 | 2–2 | 2–1 | 2–2 |     | 0–4 | 2–0 | 0–0 | 0–1 | 0–2 | 2–2 | 5–1 | 2–1 | 1–2 | 4–2 | 2–0 | 3–0 | 1–1 | 1–0 |
| Челсі                   | 2–0 | 3–3 | 3–1 | 2–0 | 4–0 | 1–0 |     | 1–1 | 1–0 | 0–1 | 2–0 | 2–1 | 2–2 | 2–0 | 0–3 | 2–1 | 6–0 | 3–0 | 1–0 | 2–0 |
| Евертон                 | 1–2 | 2–2 | 1–1 | 2–0 | 5–3 | 1–1 | 1–0 |     | 2–1 | 2–0 | 2–1 | 3–3 | 0–1 | 1–0 | 2–0 | 2–1 | 1–4 | 2–2 | 0–0 | 1–1 |
| Фулгем                  | 2–2 | 1–1 | 1–1 | 3–2 | 3–0 | 3–0 | 0–0 | 0–0 |     | 2–5 | 1–4 | 2–2 | 1–0 | 2–0 | 0–0 | 1–2 | 3–0 | 1–3 | 2–0 | 2–1 |
| Ліверпуль               | 1–1 | 3–0 | 5–0 | 2–1 | 1–2 | 2–1 | 2–0 | 2–2 | 1–0 |     | 3–0 | 3–1 | 3–0 | 2–0 | 2–2 | 0–2 | 1–0 | 3–0 | 1–1 | 0–1 |
| Манчестер Сіті          | 0–3 | 4–0 | 0–0 | 1–1 | 1–0 | 1–0 | 1–0 | 1–2 | 1–1 | 3–0 |     | 0–0 | 2–1 | 3–0 | 5–0 | 1–0 | 3–0 | 2–1 | 1–0 | 4–3 |
| Манчестер Юнайтед       | 1–0 | 3–1 | 5–0 | 7–1 | 4–2 | 1–0 | 2–1 | 1–0 | 2–0 | 3–2 | 2–1 |     | 3–0 | 2–1 | 2–0 | 2–0 | 2–2 | 3–0 | 2–0 | 2–1 |
| Ньюкасл Юнайтед         | 4–4 | 6–0 | 2–1 | 1–2 | 0–2 | 1–1 | 1–1 | 1–2 | 0–0 | 3–1 | 1–3 | 0–0 |     | 1–2 | 5–1 | 1–1 | 3–3 | 5–0 | 2–2 | 4–1 |
| Сток Сіті               | 3–1 | 2–1 | 3–2 | 1–0 | 0–1 | 2–0 | 1–1 | 2–0 | 0–2 | 2–0 | 1–1 | 1–2 | 4–0 |     | 3–2 | 1–2 | 1–1 | 1–1 | 0–1 | 3–0 |
| Сандерленд              | 1–1 | 1–0 | 2–2 | 3–0 | 0–2 | 1–0 | 2–4 | 2–2 | 0–3 | 0–2 | 1–0 | 0–0 | 1–1 | 2–0 |     | 1–2 | 2–3 | 1–0 | 4–2 | 1–3 |
| Тоттенгем Готспур       | 3–3 | 2–1 | 2–1 | 4–2 | 1–1 | 2–1 | 1–1 | 1–1 | 1–0 | 2–1 | 0–0 | 0–0 | 2–0 | 3–2 | 1–1 |     | 2–2 | 0–0 | 0–1 | 3–1 |
| Вест-Бромвіч Альбіон    | 2–2 | 2–1 | 3–1 | 1–3 | 3–2 | 1–1 | 1–3 | 1–0 | 2–1 | 2–1 | 0–2 | 1–2 | 3–1 | 0–3 | 1–0 | 1–1 |     | 3–3 | 2–2 | 1–1 |
| Вест Гем Юнайтед        | 0–3 | 1–2 | 0–1 | 1–1 | 0–0 | 1–3 | 1–3 | 1–1 | 1–1 | 3–1 | 1–3 | 2–4 | 1–2 | 3–0 | 0–3 | 1–0 | 2–2 |     | 3–1 | 2–0 |
| Віган Атлетік           | 2–2 | 1–2 | 2–1 | 4–3 | 0–4 | 1–1 | 0–6 | 1–1 | 1–1 | 1–1 | 0–2 | 0–4 | 0–1 | 2–2 | 1–1 | 0–0 | 1–0 | 3–2 |     | 2–0 |
| Вулвергемптон Вондерерз | 0–2 | 1–2 | 1–0 | 2–3 | 4–0 | 2–3 | 1–0 | 0–3 | 1–1 | 0–3 | 2–1 | 2–1 | 1–1 | 2–1 | 3–2 | 3–3 | 3–1 | 1–1 | 1–2 |     |

Джерело: Barclays Premier League
1Команда-господар записана у лівому стовпчику.
Кольори: Голубий = господар переміг; Жовтий = нічия; Червоний = гості перемогли.
Для майбутніх матчів, позначених «п», існує стаття.

## Статистика
| Місце | Гравець                   | Клуб                          | Голи |
| ----- | ------------------------- | ----------------------------- | ---- |
| 1     | Дімітар Бербатов          | «Манчестер Юнайтед»           | 20   |
| 1     | Карлос Тевес              | «Манчестер Сіті»              | 20   |
| 3     | Робін ван Персі           | «Арсенал»                     | 18   |
| 4     | Даррен Бент               | «Сандерленд»/«Астон Вілла»    | 17   |
| 5     | Пітер Одемвінгіє          | «Вест-Бромвіч Альбіон»        | 15   |
| 6     | Дадлі Джуніор Кемпбелл    | «Блекпул»                     | 13   |
| 6     | Енді Керрол               | «Ньюкасл Юнайтед»/«Ліверпуль» | 13   |
| 6     | Хав'єр Ернандес Балькасар | «Манчестер Юнайтед»           | 13   |
| 6     | Дірк Кейт                 | «Ліверпуль»                   | 13   |
| 6     | Флоран Малуда             | «Челсі»                       | 13   |
| 6     | Рафаел ван дер Варт       | «Тоттенхем Хотспур»           | 13   |

| Місце | Гравець             | Клуб                   | Передачі |
| ----- | ------------------- | ---------------------- | -------- |
| 1     | Нані                | «Манчестер Юнайтед»    | 18       |
| 2     | Дідьє Дрогба        | «Челсі»                | 15       |
| 3     | Сеск Фабрегас       | «Арсенал»              | 14       |
| 4     | Андрій Аршавін      | «Арсенал»              | 11       |
| 4     | Лейтон Бейнс        | «Евертон»              | 11       |
| 4     | Кріс Брант          | «Вест-Бромвіч Альбіон» | 11       |
| 4     | Вейн Руні           | «Манчестер Юнайтед»    | 11       |
| 4     | Ешлі Янг            | «Астон Вілла»          | 11       |
| 9     | Чарлі Адам          | «Блекпул»              | 9        |
| 9     | Джої Бартон         | «Ньюкасл Юнайтед»      | 9        |
| 9     | Пітер Крауч         | «Тоттенхем Хотспур»    | 9        |
| 9     | Стюарт Даунінг      | «Астон Вілла»          | 9        |
| 9     | Пітер Одемвінгіє    | «Вест-Бромвіч Альбіон» | 9        |
| 9     | Давід Сільва        | «Манчестер Сіті»       | 9        |
| 9     | Рафаел ван дер Варт | «Тоттенхем Хотспур»    | 9        |

## Нагороди

### Щомісячні нагороди
| Місяць   | Тренер місяця     | Тренер місяця          | Гравець місяця      | Гравець місяця         |
| Місяць   | Тренер            | Клуб                   | Гравець             | Клуб                   |
| -------- | ----------------- | ---------------------- | ------------------- | ---------------------- |
| серпень  | Карло Анчелотті   | «Челсі»                | Пол Скоулз          | «Манчестер Юнайтед»    |
| вересень | Роберто Ді Маттео | «Вест-Бромвіч Альбіон» | Пітер Одемвінгіє    | «Вест-Бромвіч Альбіон» |
| жовтень  | Девід Моєс        | «Евертон»              | Рафаел ван дер Варт | «Тоттенхем Хотспур»    |
| листопад | Овен Койл         | «Болтон Вондерерз»     | Юган Ельмандер      | «Болтон Вондерерз»     |
| грудень  | Роберто Манчіні   | «Манчестер Сіті»       | Самір Насрі         | «Арсенал»              |
| січень   | Алекс Фергюсон    | «Манчестер Юнайтед»    | Дімітар Бербатов    | «Манчестер Юнайтед»    |
| лютий    | Арсен Венгер      | «Арсенал»              | Скотт Паркер        | «Вест Хем Юнайтед»     |
| березень | Карло Анчелотті   | «Челсі»                | Давід Луїз          | «Челсі»                |
| квітень  | Карло Анчелотті   | «Челсі»                | Пітер Одемвінгіє    | «Вест-Бромвіч Альбіон» |

### Нагороди за сезон

#### Гравець року за версією ПФА
Нагороду «Гравець року за версією ПФА» отримав Гарет Бейл.

#### Гравець року за версією Асоціації футбольних журналістів
Нагороду «Гравець року за версією Асоціації футбольних журналістів» отримав Скотт Паркер.

#### Молодий гравець року за версією ПФА
Нагороду «Молодий гравець року за версією ПФА» отримав Джек Вілшир.

#### Гравець року за версією вболівальників ПФА
Нагороду «Гравець року за версією вболівальників ПФА» отримав Раул Мейреліш.

#### Гравець року англійської Прем'єр-ліги
Нагороду «Гравець року англійської Прем'єр-ліги» отримав Неманья Видич з «Манчестер Юнайтед».

#### Тренер року англійської Прем'єр-ліги
Очільник трнерського штабу «Манчестер Юнайтед» 69-річний Алекс Фергюсон став лауреатом нагороди «Тренер року англійської Прем'єр-ліги».

#### Золота рукавичка англійської Прем'єр-ліги
«Золота рукавичка англійської Прем'єр-ліги» дісталася Джо Гарту, голкіперу «Манчестер Сіті».

#### Золотий бутс англійської Прем'єр-ліги
Дімітар Бербатов з «Манчестер Юнайтед» та Карлос Тевес з «Манчестер Сіті» поділили нагороду «Золотий бутс англійської Прем'єр-ліги», забиши по 20 голів.